# Elatine lorentziana
Elatine lorentziana är en slamkrypeväxtart som beskrevs av A. T. Hunziker. Elatine lorentziana ingår i släktet slamkrypor, och familjen slamkrypeväxter. Inga underarter finns listade i Catalogue of Life.